# Joseildo Ramos
Joseildo Ribeiro Ramos (Alagoinhas, 23 de agosto de 1957) é um político brasileiro filiado ao Partido dos Trabalhadores e atualmente exerce o mandato de deputado federal (2019-presente). É engenheiro agrônomo formado pela UFBA, servidor de carreira do Banco do Nordeste e pai de cinco filhos. Entre 2001 e 2008, foi prefeito do município de Alagoinhas. Em 2009, tornou-se parte do Governo Jaques Wagner na Bahia, atuando ao lado do então secretário de Relações Institucionais, atual ministro da Casa Civil, e ex-governador da Bahia, Rui Costa.
Em 2010, foi eleito para o primeiro mandato como deputado estadual e foi reeleito no pleito seguinte, permanecendo até 2018. Na Assembleia Legislativa da Bahia, foi líder da Bancada do Partido dos Trabalhadores, a maior da Casa, presidente da Comissão de Constituição e Justiça por quatro anos, relator da CPI da Telefonia e autor de projetos como o de combate ao trabalho análogo à escravidão no Estado, a revogação da Lei de Privatização da Embasa e o Parlamento Verde.
Assumiu o mandato em definitivo em 17 de setembro de 2021, com a renúncia de Nelson Pelegrino para assumir o Tribunal de Contas dos Municípios do Estado da Bahia (TCM). 